# Salvador Gómez Bernard
Salvador Gómez Bernard (Orizaba, 6 de agosto de 1925-Manzanillo, 29 de abril de 2014), fue un almirante mexicano. Estudió la primaria en la escuela “Gabino Barrera” y en la escuela “Ignacio de la Llave”. La secundaria y preparatoria en su pueblo natal. Se dio de alta en la Armada de México el 1 de septiembre de 1943 como cadete de la Escuela Naval Militar. El 1 de enero de 1949 se recibió como guardiamarina. El 1 de enero de 1951 fue ascendido a Teniente de Corbeta. El 1 de mayo de 1955 fue ascendido a Teniente de Fragata. El 20 de mayo de 1959 fue ascendido a Teniente de Navío. El 20 de noviembre de 1962 fue ascendido a Capitán de Corbeta. Fue comandante de los guardacostas 38 y 31, así como del Barco Escuela “Guanajuato”. El 20 de noviembre de 1965 fue ascendido a Capitán de Fragata. Fue profesor y comandante del cuerpo de cadetes de la heroica escuela naval militar. Se desempeñó como ayudante del agregado naval en México en Washington, Estados Unidos. El 20 de noviembre de 1970 fue ascendido a Capitán de Navío. Fue profesor de las materias de guerra antisubmarina y poder nacional, subdirector y director del Centro de Estudios Superiores Navales. Fue director de personal de la Armada de México, miembro del comité de planeación de recursos humanos del sector central y del Consejo Nacional de Premención de accidentes. Fue comandante de la brigada de rescate y salvamento así como director de la Escuela Naval Militar. Fue agregado naval ante el Reino Unido y Francia. Fue delegado a la organización marítima internacional de 1976 a 1978 así como director de comunicaciones navales de la Armada. El 20 de noviembre de 1975 fue ascendido a Contralmirante. Fue comandante en jefe de la Fuerza Naval del Golfo y Comandante de la XVI Zona Naval Militar. El 20 de noviembre de 1980 fue ascendido a Vicealmirante. El 20 de noviembre de 1986 fue ascendido a Almirante, cargo con el que desempeñó como Jefe de Estado Mayor de la Armada. Fallece el día 29 de abril del año 2014, en el Puerto de Manzanillo Colima.
- Datos: Q6117696